# Anthus longicaudatus
Anthus longicaudatus là một loài chim trong họ Motacillidae.